# کارنو، پویس
کارنو، پویس (به انگلیسی: Carno) یک منطقهٔ مسکونی در بریتانیا است که در پویس واقع شده‌است. کارنو ۷۳۰ نفر جمعیت دارد.